# Quartettsatz, D 703 (Schubert)
El Quartettsatz en do menor, D 703 (en català, Moviment de quartet en do menor), fou compost per Franz Schubert el desembre de 1820. És el primer moviment d'un quartet de corda que Schubert mai va completar. Va ser catalogat com el seu Quartet de corda núm. 12. A més del moviment inicial, també va compondre els primers 40 compassos d'un segon moviment amb la indicació "Andante." El quartet inacabat és considerat com una de les primeres obres de la fase madura de composició de Schubert.
La composició consisteix en un moviment en la forma sonata amb la indicació Allegro assai i en una interpretació habitual dura al uns 10 minuts.

## Composició
Schubert va començar a treballar en el seu dotzè quartet de corda a inicis del desembre de 1820, poc després d'una "Schubertiada" organitzada a la casa de Ignaz von Sonnleithner l'1 de desembre. Va ser el primer intent d'escriure un quartet de corda des que va completar el Quartet de corda núm. 11 en mi major, D 353 el 1816.
Després de completar el primer moviment, Allegro assai, Schubert va compondre els 41 compassos d'exposició del següent moviment, andante, abans d'abandonar l'obra.
Com succeí amb la Simfonia "Inacabada", una obra posterior, s'ha especulat molt sobre perquè Schubert va deixar la composició incompleta. Una opinió és la de Bernard Shore que creu que Schubert el va deixar de banda per seguir una altra idea musical i el quartet va quedar abandonat. Javier Arrebola especula que l'obra (com molts altres obres del mateix període) va quedar de banda perquè l'obra "...no era representativa del gran salt endavant que ell intentava realitzar." També s'ha dit que Schubert va abandonar l'obra perquè havent compost un primer moviment potent, era incapaç de donar continuïtat amb un següent moviment prou efectiu.
Després de la mort de Schubert la partitura del manuscrit va arribar a ser propietat de Johannes Brahms. El Quartettsatz es va estrenar pòstumament l'1 de març de 1867 a Viena. I es va publicar la partitura, editada per Brahms, el 1870.
Durant molt temps es va creure que el Quartettsatz era una obra primerenca datada al voltant de 1814 (potser per una confusió amb el Quartettsatz en do menor D 103). El 1905, Edmondstoune Duncan va comentar sobre l'obra que "...bastant treballat i efectiu, però poca cosa més." Opinions posteriors, com la de Maurice Brown, que creuen que el quartet és "...l'únic moviment dins l'obra instrumental de Schubert previ a la Simfonia 'Inacabada', que ens prepara per la grandesa que culmina posteriorment en aquella simfonia," estableix la veritable importància de l'obra com a precurssora dels quartets de corda tardans que es poden considerar de les obres més importants de Schubert. Quatre anys després d'aquest "Quartettsatz," Schubert tornà a tractar al gènere per escriure el Quartet Rosamunde, D 804, i a continuació, el "Quartet "La Mort i la donzella" D 810 i el Quartet de corda núm. 15, D 887.

## Versions actuals
El 2004, l'Oregon String Quartet estrenà el Quartettsatz amb una versió completada de l'Andante per Livingston Gearhart el 1990.
El 2012 el Brentano String Quartet va interpretar el Quartettsatz com a part del seu Fragments Project (Projecte de fragments). L'obra, anomenada Fra(nz)g-mentation, una composició de Bruce Adolphe basada en l'Andante de Schubert.